# Þúfufjall
Þúfufjall är ett berg i republiken Island. Det ligger i regionen Västlandet, 40 km nordost om huvudstaden Reykjavík. Toppen på Þúfufjall är 481 meter över havet, eller 75 meter över den omgivande terrängen. Bredden vid basen är 0,20 km.
Trakten runt Þúfufjall är nära nog obefolkad, med mindre än två invånare per kvadratkilometer. Närmaste större samhälle är Hvanneyri, omkring 20 kilometer nordväst om Þúfufjall.